# Kandil Sinap (manzana)
Kandil Sinap es una  variedad cultigen de manzano (Malus domestica).
Se cree que probablemente se originó a principios del siglo XIX en Crimea, Rusia. Las frutas tienen una pulpa crujiente y blanca como la nieve con un sabor dulce, ligeramente vinoso y perfumado.

## Sinónimos
- "Candile Sinap",
- "Kandil",
- "Kandile",
- "Kantil Sinap",
- "Sai Sinop".[4]

## Historia
'Kandil Sinap' es una variedad de manzana, que probablemente se originó a principios del siglo XIX o antes, en el área del Mar Negro de Europa del Este, ya sea en la península de Crimea en la costa norte o en la costa sur en la península de Sinop de Turquía, que le da nombre.
'Kandil Sinap' se cultiva en la National Fruit Collection con el número de accesión: 1947 - 072 y nombre de accesión : Kandil Sinap.

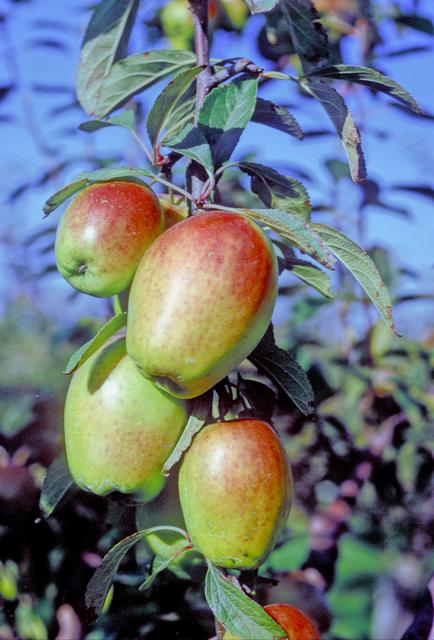
Las manzanas 'Kandil Sinap' en el árbol

## Características
'Kandil Sinap' son árboles piramidales enanos, erguidos, con mínimo vigor en sus propias raíces. Teniendo espuelas de fructificación. Produce cosechas abundantes anualmente. Se utiliza mejor como manzana de jardín en lugar de en un huerto. Tiene una floración a partir de 6 de mayo con 10% de floración, para el 11 de mayo hay una floración completa (80%) y el 19 de mayo 90% caída de pétalos.
La manzana 'Kandil Sinap' tiene una talla de mediano a grande, con altura promedio de 76,80 mm y con ancho promedio de 62,32 mm; forma cónico  oblongo estrecho y mucho más alto que ancho; con nervaduras débiles, y corona muy débil; epidermis tiende a ser dura suave con color de fondo es amarillo pálido, a veces casi blanco como la porcelana, sobre el cual hay un rubor rojo brillante en la cara expuesta al sol, importancia del sobre color medio-alto, y patrón del sobre color chapa, a veces se pueden detectar rayas vagas, algunas redes de "russeting", especialmente alrededor de la cavidad del pedúnculo. Algunas pequeñas lenticelas, ruginoso-"russeting" (pardeamiento áspero superficial que presentan algunas variedades) bajo; cáliz es pequeño y cerrado, asentado en una cuenca estrecha y poco profunda, presenta algún pliegue en la pared; pedúnculo es corto y delgado, colocado en una cavidad moderadamente profunda y estrecha; carne de color blanca, de textura tierna, de grano fino, crujiente y jugosa, con sabor dulce, aromático, vivaz y de sabor vinoso. Se magullan con facilidad.
El tiempo de recogida se efectúa a mediados de octubre. La piel se vuelve grasosa en la madurez y durante el almacenamiento. Se mantiene bien durante unos cuatro meses en frigorífico.

## Usos
Una manzana de postre de mesa única y excelente. Mantiene su forma para hornear y hacer tarta de manzana. Se consigue con ella una salsa de manzana sabrosa y mantequilla de manzana.

## Susceptibilidades
Susceptible a la mayoría de las enfermedades, pero resistente a la roya del manzano y del enebro.

## Ploidismo
Diploide, auto estéril. Grupo de polinización: E día: 16.